# Húng quế

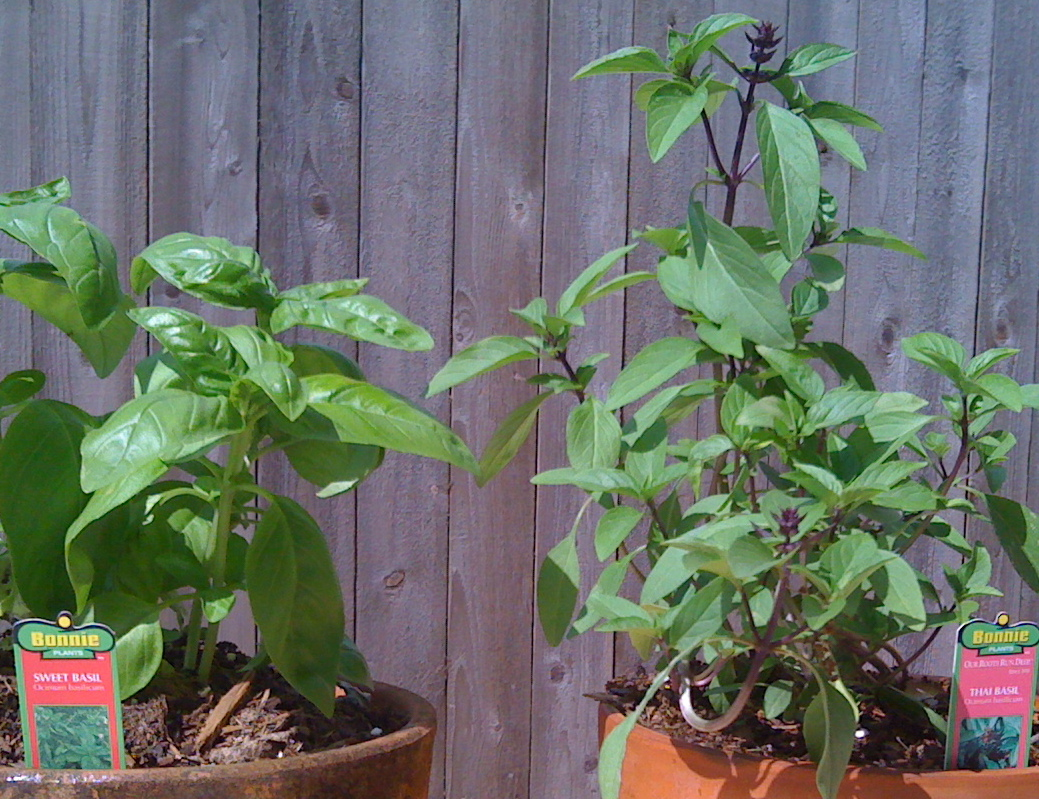
Húng ngọt (trái) có màu xanh nhạt với lá rộng, trong khi đó húng quế (phải) có thân và hoa màu tím, lá nhọn

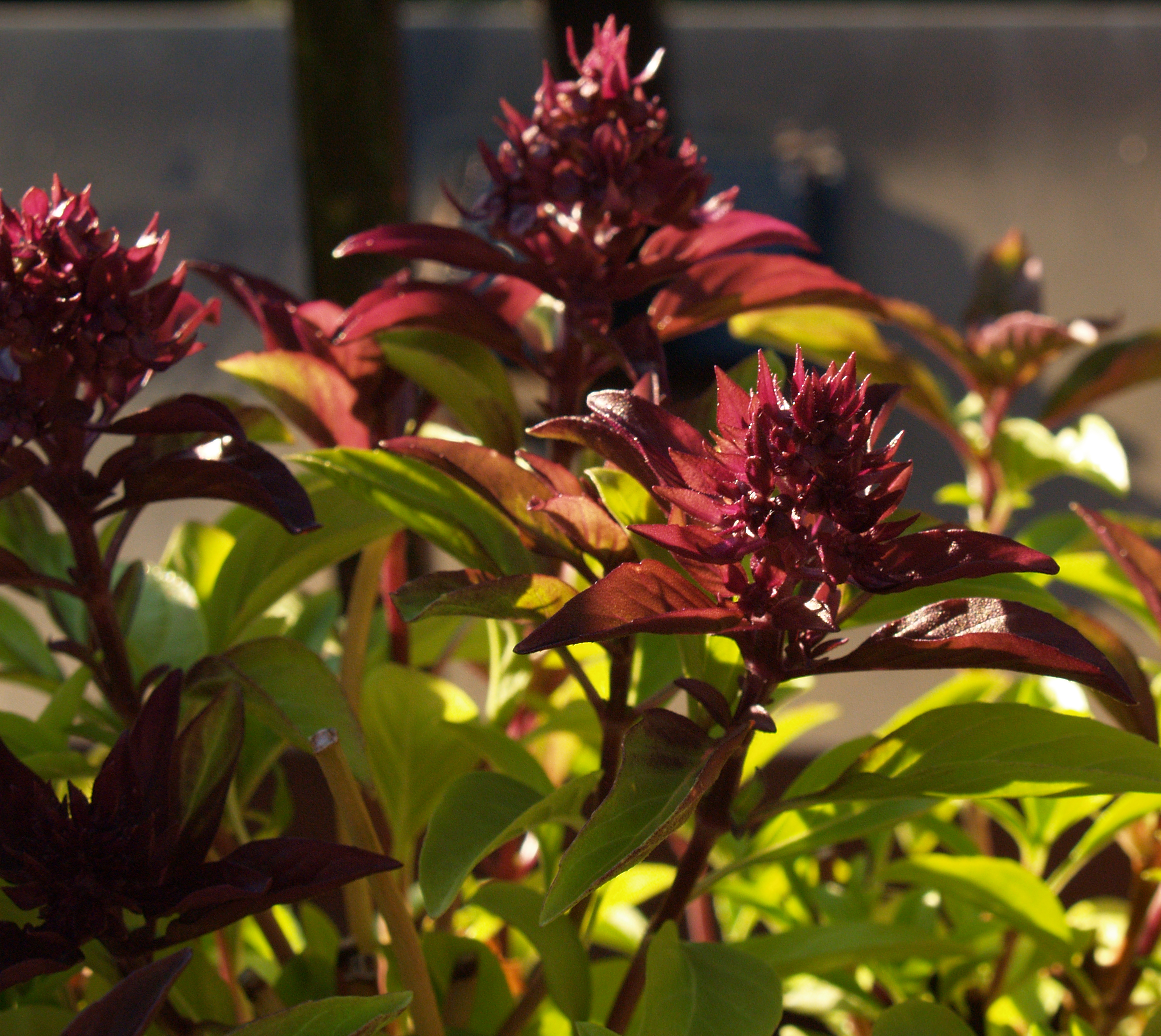
Hoa húng quế cuối hạ

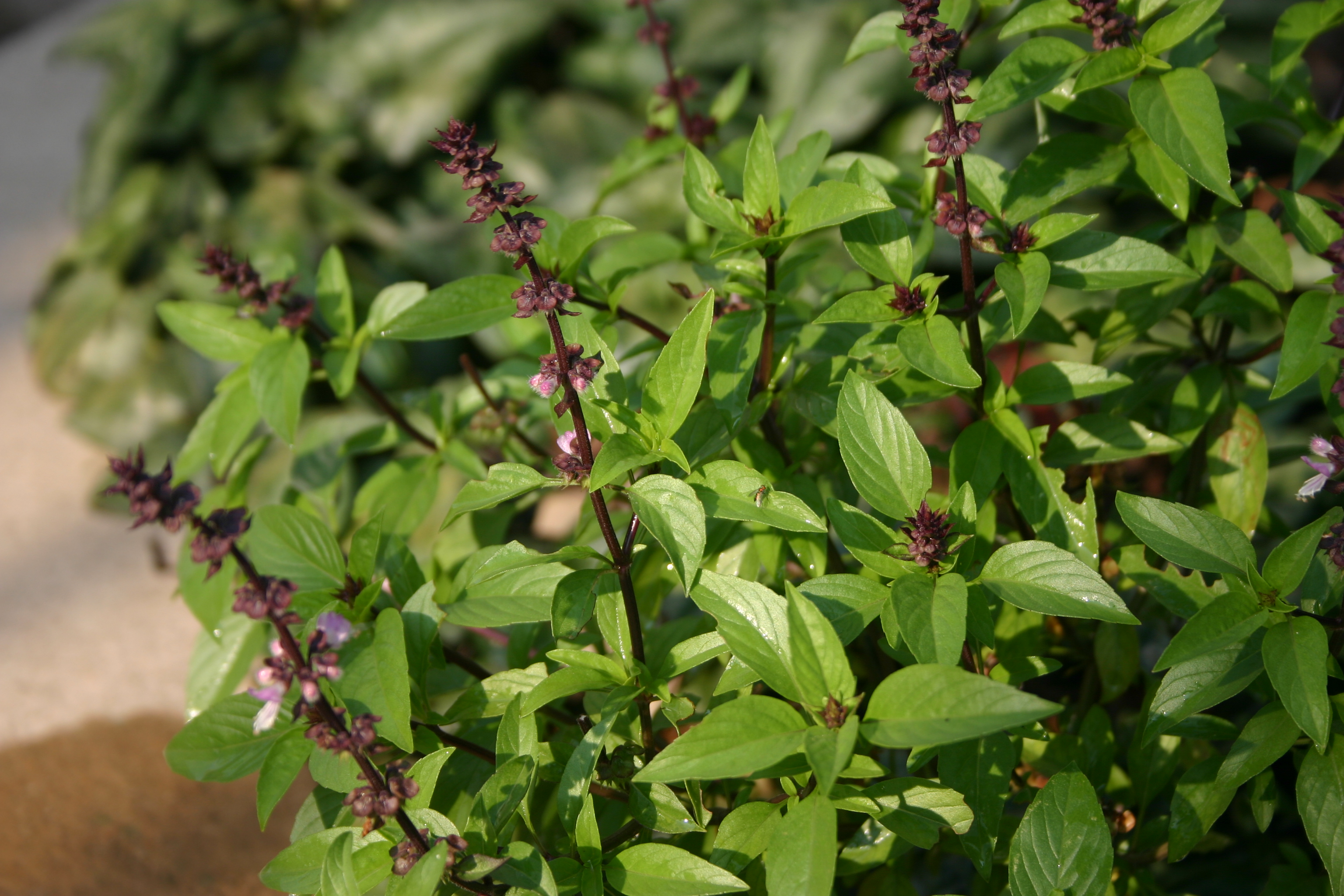
Húng quế giữa hạ trổ hoa

Húng quế hay rau quế (Ocimum basilicum var. thyrsiflora), là một giống húng tây bản địa của Đông Nam Á, đã được gieo trồng chọn lọc để lựa được những tính trạng đặc trưng. Cây được sử dụng khắp Đông Nam Á để làm gia vị, nó có mùi thơm được miêu tả như tương tự tiểu hồi cần và cam thảo tây, hơi cay, ổn định hơn húng ngọt khi nấu dưới nhiệt độ cao và thời gian dài. Húng quế có lá nhỏ, nhọn, thân tím và hoa hồng-tím.

## Phân loại học và danh pháp
Húng ngọt (Ocimum basilicum) có nhiều giống cây trồng — húng quế, O. basilicum var. thyrsiflora, là một thứ trong đó. Bản thân húng quế cũng có nhiều giống cây trồng khác nhau. Một giống được trồng phổ biến ở Mỹ được gọi là 'Nữ hoàng Xiêm' (Siam Queen).
Tên tiếng Anh của chi Húng quế, Ocimum có nguồn gốc từ từ Hy Lạp có ý nghĩa "ngửi", rất phù hợp với các cây trong họ Hoa môi, hay còn được gọi là họ Bạc hà hay họ Húng. Với hơn 40 giống húng tây, sự đa dạng về vị, mùi và màu sắc khiến việc xác định các giống cây trở nên khó khăn.

## Ứng dụng
Húng quế đa dạng về chủng loại. Xét về hình thái có loại lá to, loại lá nhỏ; lá thân đều màu xanh hoặc lá xanh thân tím; cả lá và thân đều màu tím v.v. Về mùi hương thì có loại ngả mùi quế, mùi chanh, mùi sả v.v.
Húng quế Tây hay quế châu Âu (sweet basil), còn gọi là quế ngọt, quế Tây, húng Tây rất thơm, mùi hăng đậm, ngọt và mát. Cái tên basil lấy từ tiếng Hy Lạp basilikohn, có nghĩa "đế vương," do người Hy Lạp xưa rất quý basil vì họ dùng nó làm nên nhiều loại thuốc. Quế Tây thường có lá trơn, hình tròn bầu dục, vị không the bằng nhưng rất dậy hương và thường được dùng ăn sống hoặc gia vào làm gia vị cho các món mì Ý (pasta), salad, thịt nướng, pizza. Quế Tây đặc biệt thích hợp làm các loại xốt cà chua, xốt pho mát, sốt pesto, xúp cà chua, xúp pho mát, salad cà chua phomat. Một số món ăn đặc trưng trong ẩm thực Ý tượng hình quốc kỳ nước Ý với ba màu đỏ, xanh lá, và trắng (như pizza, salad), trong đó màu xanh tạo thành từ màu của lá basil, màu đỏ của cà chua và màu trắng của phomai mozzarella.
Húng quế ở Việt Nam thuộc loài húng phổ biến vùng Đông Nam Á (nhiều người cho rằng cây có gốc xuất xứ từ Trung Quốc và Ấn Độ, thường được châu Âu biết đến với tên gọi húng Thái (Thai basil), và ở Việt Nam có các tên còn gọi là rau quế, é quế, húng dổi, húng chó, húng lợn. Húng quế Việt Nam có mùi dịu nhẹ hơn húng quế ở châu Âu, thoảng hương vị quế. Lá và ngọn non húng quế được sử dụng như một loại rau thơm ăn kèm trong các món như lòng lợn, tiết canh, thịt vịt, bún chả, bún bò Huế, phở (miền Nam).

## Tinh dầu húng quế
Trong cây húng quế có từ 0,4 đến 0,8% tinh dầu. Tinh dầu màu vàng nhạt, thơm nhẹ dễ chịu. Nhiều nơi trên thế giới đã trồng húng quế ở quy mô công nghiệp chủ yếu làm nguồn cây cho nguyên liệu cất tinh dầu hoặc làm chất thơm. Trong dân gian có thể lấy cây sắc uống chữa sốt; kết hợp các loại lá để đun nước tắm, nước xông làm cho ra mồ hôi; chữa đau dạ dày, ăn uống không tiêu; thông tiểu; xúc miệng và ngậm chữa đau, sâu răng. Thường sử dụng cả cành già, lá và hoa.